# Mustapha Dhib
Mustapha Dhib, né le 12 mai 1921 à Tunis et décédé en 1988, est un footballeur tunisien.
Il évolue durant toute sa carrière au poste de milieu de terrain au sein du Club africain.

## Carrière
- 1937-1953 : Club africain (Tunisie)[1]

## Palmarès
- Champion de Tunisie : 1947, 1948

## Sélections
- 10 matchs internationaux[1]